# Ališići
Ališići su naseljeno mjesto u sastavu općine Prijedor, Republika Srpska, BiH.

## Stanovništvo
| Ališići            |              |
| godina popisa      | 1991.        |
| Muslimani          | 237 (90,11%) |
| Srbi               | 16 (6,08%)   |
| Hrvati             | 0            |
| Jugoslaveni        | 6 (2,81%)    |
| ostali i nepoznato | 4 (1,52%)    |
| ukupno             | 263          |